# Journal of Applied Physics
Journal of Applied Physics — англоязычный рецензируемый научный журнал, издаваемый Американским институтом физики с 1931 года.
В 2011 году журнал обладал импакт-фактором 2,168.

## О журнале
Журнал публикует статьи, посвящённые прикладным исследованиям в области физики.  Статьи появляются ежедневно в электронном виде на сайте и публикуются дважды в месяц в печатном варианте. В рамках журнала также издаётся серия «Applied Physics Reviews», публикуемая эпизодически без какой-либо периодичности.